# Herrens ängel

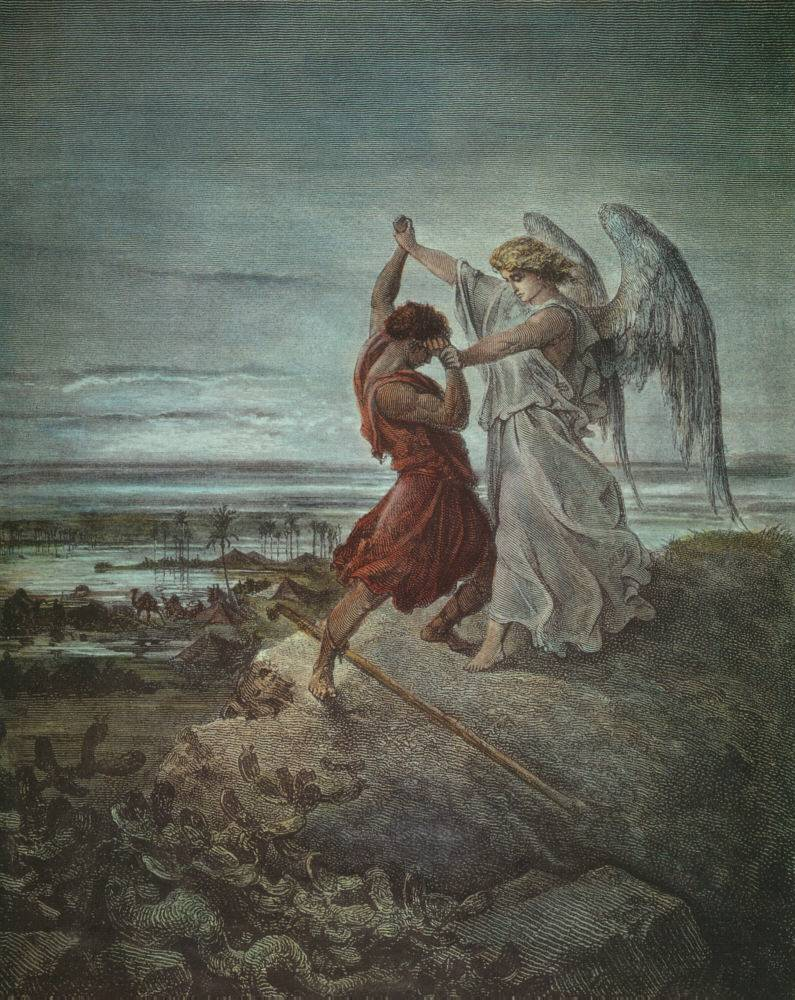
Jakob brottas med ängeln (1 Mos. 32:22–32). Av Gustave Doré, 1855. Granger Collection, New York.

Herrens ängel (eller Guds ängel) är en av många termer i den hebreiska Bibeln (Gamla testamentet) som används för en ängel. Det bibliska namnet för ängel, malech, vilket översätts som "budbärare" eller "sändebud", erhöll ytterligare betydelsefullhet som "ängel" endast genom tillägget av Guds namn, som "Herrens ängel" eller "Guds ängel" (Sakarja 12:8). Andra beteckningar för änglar är Benei Elohim, "Gudasöner" (Job 1:6) och k'doshim, "de Heliga".
I Gamla testamentet visar sig de angeliska budbärarna ofta i form av människor av exceptionell skönhet och känns inte igen som änglar på en gång (Första Mosebok 18:2, 19:5; Domarboken 6:17, 13:6). Några änglar har sagts flyga genom luften; de blir osynliga; offer som berörs av dem förbrukas av eld; de försvinner i offerbranden, liksom Elia, som for till himlen i en eldig vagn; och de framträder i lågorna som slår upp i törnbusken (Domarboken 6:21, 22; Andra Konungaboken 2:11; Andra Mosebok 3:2).
När en biblisk karaktär möter en Herrens ängel tolkas det ofta som teofani.

## Hebreisk tolkning
Historisk utveckling av termen i den hebreiska Bibeln
I de tidigare bibliska skrifterna förekommer termen "Malakh JHVH" (Herrens budbärare) huvudsakligen i singularis, och betecknar oftast en särskild egenmanifestation av Gud (se Första Mosebok 31:11–13, där Guds ängel säger "Jag är den Gud som visade sig för dig i Betel"; Andra Mosebok 3:2–6, där Herrens ängel som uppenbarade sig för Mose i en eldslåga säger "Jag är din faders Gud"; jämför Första Mosebok 22:11; Domarboken 6:11–22).
Ibland skiljer sig ängeln tydligt från Herren, som sänt honom (se Första Mosebok 16:11, 21:17; Fjärde Mosebok 22:31; Domarboken 13:16). Även om han träder fram i mänsklig form (se Första Mosebok 18:2 ff., 32:25; jämför Hosea, 12:5), har Herrens ängel ingen individualitet eller personlighet. Då han endast är en tillfällig Gudsmanifestation kan ängeln aldrig ersätta Guds närvaro, varför Mose, missnöjd när Herren säger "Jag skall sända en ängel framför dig" (Andra Mosebok 33:2), svarar Honom: "Om du inte själv går med, så låt oss få stanna här" (Andra Mosebok 33:15).
I Gamla testamentet finns ingen enhetlig uppfattning om änglarna. I Jakobs dröm går de upp och ner för trappan (Första Mosebok 28:12; se Jakobs stege); i Jesajas syn (6:2) är de bevingade serafer; i Hesekiel liknar keruberna och de levande varelserna (ḥayyot) människor, är bevingade och har fötter (Hesekiel 1:5–7, 10:19–21). Som gäster hos den bibliska patriarken Abraham äter de (Första Mosebok 18:8); i Manoachs hus vägrar ängeln att äta (Domarboken 13:16). Vare sig dessa änglar beskrevs som naturkrafter och gudsförklarades av de hedniska nationerna på annat håll, eller den psykologiska processen var en annan, krävde monoteismen i Israel antagandet av varelser som företräder en himmelsk hierarki och som är redo att medla mellan människan och Gud.

## Kristen tolkning
Inom kristendomen menar vissa teologer att uttrycket "Herrens ängel" hänvisar till den preinkarnerade Jesus Kristus. De påpekar att även om många änglar förekommer i Nya testamentet, visar den specifika, gudomliga "Herrens ängel" sig aldrig, och drar därför slutsatsen att han nu har blivit inkarnerad som Jesus Kristus. 
Andra anser istället att "Herrens ängel" är en allmän bild av Gud Fadern, på grund av de verser i Bibeln som understryker att ingen kan se Herren och leva.
Vissa kristna översättningar kapitaliserar ordet "Ängel" för att antyda dess gudomlighet.
Åter andra menar att ordet ängel i detta sammanhang, som i alla andra sammanhang i Gamla Testamentet ska översättas just som ängel och också tolkas som varande en ängel.

## Exempel på termen i Bibeln
- Första Mosebok 16:7-14: Herrens ängel uppenbarar sig för en kvinna vid namn Hagar. Ängeln talar som Gud i första person, och i vers 13 identifierar Hagar besökaren som Gud själv.
- Första Mosebok 22:11-15: Herrens ängel uppenbarar sig för Abraham och talar igen om Gud i första person.
- Första Mosebok 31:11-13: Guds ängel talar till Jakob i en dröm och säger honom att han är den Gud som visade sig för honom i Betel.
- Andra Mosebok 3:2-4: Herrens ängel uppenbarar sig för Mose i en eldslåga i vers två, och Gud talar till Mose ur den brinnande busken i vers fyra.
- Fjärde Mosebok 22:22-38: Herrens ängel möter profeten Bileam på dennes väg. I vers 38 identifierar Bileam ängeln som talade till honom som Gud.
- Domarboken 2:1-3: Herrens ängel uppenbarar sig för Israel och identifierar sig själv som Gud.
- Domarboken 6:11-23: Herrens ängel uppenbarar sig för Gideon. I vers 14 hänvisar ängeln till sig själv som Gud; i vers 21 tillåter ängeln Gideon att offra till honom som Gud, och i vers 22 fruktar Gideon för sitt liv för att han var i Guds närvaro.
- Domarboken 13:3-22: Herrens ängel uppenbarar sig för Manoach och hans fru, och identifieras i vers 22 som Gud.
- Lukas 1:19: Herrens ängel uppenbarar sig för Sakarias med ”Jag är Gabriel som står vid Guds tron, och jag är utsänd för att tala till dig och ge dig ett glädjebud.”